# 50 kilometer gång för herrar i friidrott vid olympiska sommarspelen 2016
Herrarnas 50 kilometer gång vid olympiska sommarspelen 2016, i Rio de Janeiro i Brasilien avgjordes den 19 augusti på Estádio Olímpico João Havelange.

## Medaljörer
| Spel              | Guld                 | Silver                   | Brons              |
| 50 kilometer gång | Matej Tóth Slovakien | Jared Tallent Australien | Hirooki Arai Japan |

## Resultat
| Palcering | Namn                   | Nationalitet   | Tid     | Noteringar     |
| --------- | ---------------------- | -------------- | ------- | -------------- |
| 1         | Matej Tóth             | Slovakien      | 3:40:58 |                |
| 2         | Jared Tallent          | Australien     | 3:41:16 | SB             |
| 3         | Hirooki Arai           | Japan          | 3:41:24 | SB             |
| 4         | Evan Dunfee            | Kanada         | 3:41:38 | NR             |
| 5         | Yu Wei                 | Kina           | 3:43:00 |                |
| 6         | Robert Heffernan       | Irland         | 3:43:55 |                |
| 7         | Håvard Haukenes        | Norge          | 3:46:33 | PB             |
| 8         | Yohann Diniz           | Frankrike      | 3:46:43 |                |
| 9         | Caio Bonfim            | Brasilien      | 3:47:02 | NR             |
| 10        | Chris Erickson         | Australien     | 3:48:40 | PB             |
| 11        | Wang Zhendong          | Kina           | 3:48:50 |                |
| 12        | Quentin Rew            | Nya Zeeland    | 3:49:32 |                |
| 13        | Horacio Nava           | Mexiko         | 3:50:53 | ~              |
| 14        | Takayuki Tanii         | Japan          | 3:51:00 | ~              |
| 15        | Adrian Blocki          | Polen          | 3:51:31 |                |
| 16        | Omar Zepeda            | Mexiko         | 3:51:35 | ~              |
| 17        | Jorge Armando Ruiz     | Colombia       | 3:51:42 | > PB           |
| 18        | Serhij Budza           | Ukraina        | 3:53:22 | SB             |
| 19        | Brendan Boyce          | Irland         | 3:53:59 |                |
| 20        | Jesús Ángel García     | Spanien        | 3:54:29 |                |
| 21        | Marco de Luca          | Italien        | 3:54:40 |                |
| 22        | Rafał Augustyn         | Polen          | 3:55:01 | >              |
| 23        | Jarkko Kinnunen        | Finland        | 3:55:43 |                |
| 24        | Rafał Fedaczyński      | Polen          | 3:55:51 |                |
| 25        | José Leyver Ojeda      | Mexiko         | 3:56:07 |                |
| 26        | Dušan Majdán           | Slovakien      | 3:58:25 | >> SB          |
| 27        | Koichiro Morioka       | Japan          | 3:58:59 |                |
| 28        | Alexandros Papamichail | Grekland       | 3:59:21 |                |
| 29        | Jonathan Rieckmann     | Brasilien      | 4:01:52 | ~              |
| 30        | Ronald Quispe          | Bolivia        | 4:02:00 | NR             |
| 31        | Narcis Stefan Mihaila  | Rumänien       | 4:02:46 | PB             |
| 32        | Pedro Isidro           | Portugal       | 4:03:42 | ~              |
| 33        | Tadas Suskevicius      | Litauen        | 4:04:10 |                |
| 34        | Rolando Saquipay       | Ecuador        | 4:07:29 |                |
| 35        | Sandeep Kumar          | Indien         | 4:07:55 | ~              |
| 36        | Miguel Carvalho        | Portugal       | 4:08:16 |                |
| 37        | Arnis Rumbenieks       | Lettland       | 4:08:28 |                |
| 38        | Marc Mundell           | Sydafrika      | 4:11:03 |                |
| 39        | Ivan Banzeruk          | Ukraina        | 4:11:51 |                |
| 40        | Brendon Reading        | Australien     | 4:13:02 |                |
| 41        | Mario Alfonso Bran     | Guatemala      | 4:15:14 | >              |
| 42        | Vladimir Savanović     | Serbien        | 4:15:53 |                |
| 43        | John Nunn              | USA            | 4:16:12 |                |
| 44        | Bence Venyercsan       | Ungern         | 4:19:15 |                |
| 45        | Claudio Villanueva     | Ecuador        | 4:19:33 |                |
| 46        | Nenad Filipovic        | Serbien        | 4:25:41 |                |
| 47        | Han Yucheng            | Kina           | 4:32:35 | >>             |
| 48        | Pavel Chihuán          | Peru           | 4:32:37 | >              |
| 49        | Predrag Filipović      | Serbien        | 4:39:48 | >              |
| –         | Kim Hyun-sub           | Sydkorea       | DNF     |                |
| –         | Ivan Trotski           | Belarus        | DNF     | >              |
| –         | Ihor Hlavan            | Ukraina        | DNF     |                |
| –         | Miguel Ángel López     | Spanien        | DNF     |                |
| –         | Carl Dohmann           | Tyskland       | DNF     |                |
| –         | Hagen Pohle            | Tyskland       | DNF     | >              |
| –         | Matteo Giupponi        | Italien        | DNF     |                |
| –         | Mathieu Bilodeau       | Kanada         | DNF     |                |
| –         | Artur Mastianica       | Litauen        | DNF     |                |
| –         | José Leonardo Montaña  | Colombia       | DNF     | >~             |
| –         | Alex Wright            | Irland         | DNF     |                |
| –         | Jose Ignacio Diaz      | Spanien        | DNF     | >>             |
| –         | Marius Cocioran        | Rumänien       | DNF     |                |
| –         | Sándor Rácz            | Ungern         | DNF     |                |
| –         | Luis Henry Campos      | Peru           | DNF     | >>             |
| –         | Mário dos Santos       | Brasilien      | DNF     |                |
| –         | Veli-Matti Partanen    | Finland        | DNF     |                |
| –         | Yerenman Salazar       | Venezuela      | DNF     |                |
| –         | João Vieira            | Portugal       | DNF     |                |
| –         | Edward Araya           | Chile          | DQ      | >>~ R 230.7a   |
| –         | Teodorico Caporaso     | Italien        | DQ      | ~ ~ ~ R 230.7a |
| –         | Andres Chocho          | Ecuador        | DQ      | ~ ~ ~ R 230.7a |
| –         | Lukáš Gdula            | Tjeckien       | DQ      | >>> R 230.7a   |
| –         | Dominic King           | Storbritannien | DQ      | >>> R 230.7a   |
| –         | Luis Lopez             | El Salvador    | DQ      | >~~ R 230.7a   |
| –         | Aleksi Ojala           | Finland        | DQ      | >>> R 230.7a   |
| –         | Park Chil-sung         | Sydkorea       | DQ      | ~ ~ ~ R 230.7a |
| –         | Jaime Quiyuch          | Guatemala      | DQ      | >~> R 230.7a   |
| –         | James Rendon           | Colombia       | DQ      | ~ ~ ~ R 230.7a |
| –         | Miklos Srp             | Ungern         | DQ      | >~> R 230.7a   |
| –         | Martin Tišťan          | Slovakien      | DQ      | >>> R 230.7a   |